# Lyssomanes eatoni
Lyssomanes eatoni là một loài nhện trong họ Salticidae.
Loài này thuộc chi Lyssomanes. Lyssomanes eatoni được Arthur Merton Chickering miêu tả năm 1946.